# Historia de Jerusalén durante la Edad Media

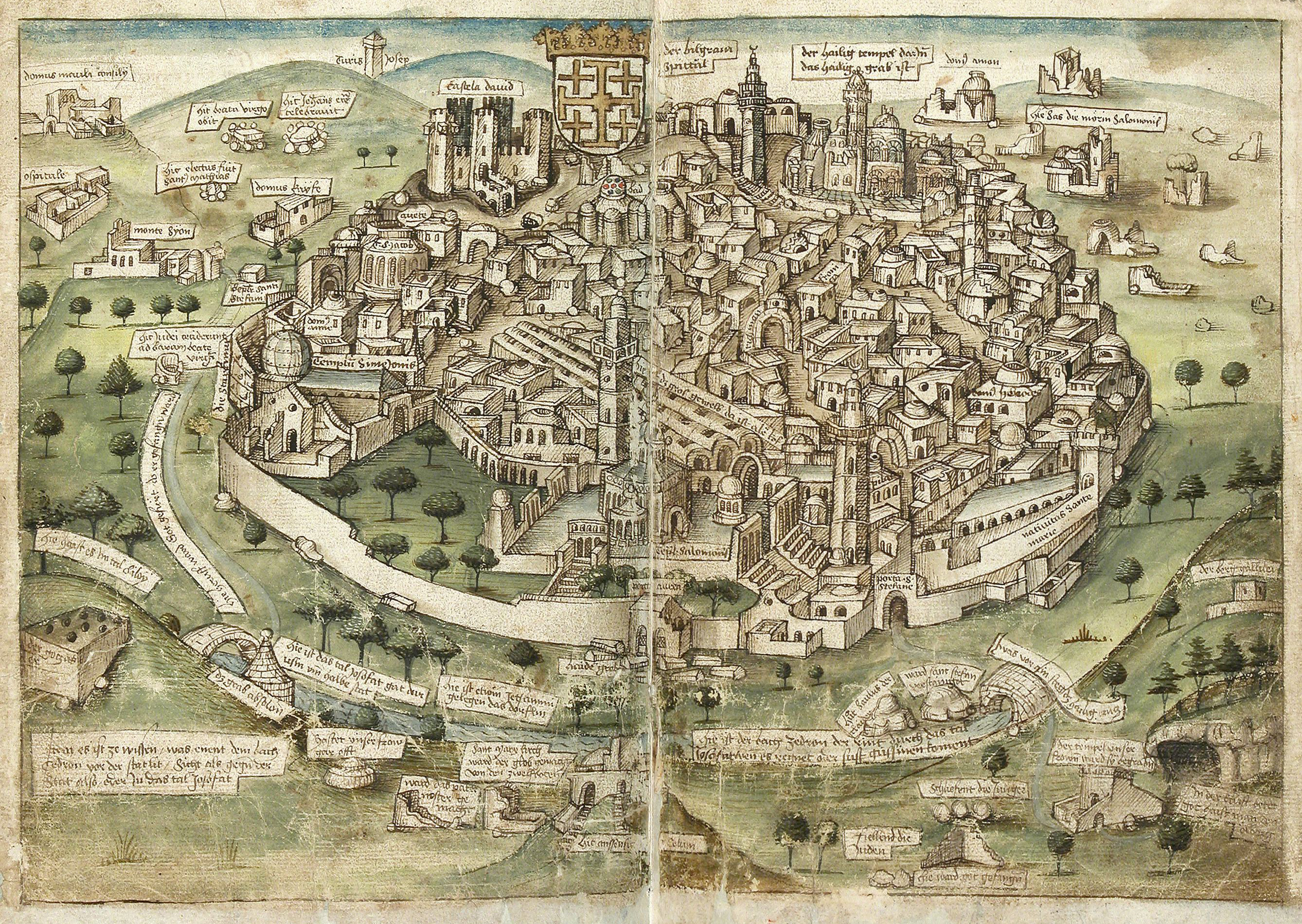
Vista de Jerusalén (Conrad Grünenberg, 1487)

La historia de Jerusalén durante la Edad Media es generalmente una historia de decadencia; comenzando como una ciudad importante en el Imperio Bizantino, Jerusalén prosperó durante los primeros siglos del control musulmán (640-969), pero bajo el gobierno del califato fatimí (finales del siglo XI al XII), su población disminuyó de aproximadamente 200 000 a menos de la mitad. Ese era el número de habitantes en el momento de la conquista cristiana en 1099.  Los cristianos masacraron a gran parte de la población mientras tomaban la ciudad, y aunque la población se recuperó rápidamente durante el Reino de Jerusalén, fue diezmada nuevamente hasta quedar por debajo de 2000 personas cuando los turcos jorezmitas retomaron la ciudad en 1244. Después de esto, la ciudad siguió siendo un páramo de los imperios musulmanes medievales tardíos y no volvería a superar una población de 10,000 habitantes hasta el siglo XVI. Pasó de una a otra facción musulmana hasta que fue conquistada por los otomanos en 1517, quienes mantuvieron el control hasta que los británicos lo tomaron en 1917. 

## Gobierno bizantino
Jerusalén alcanzó su mayor tamaño y población al final del Segundo Período del Templo: la ciudad tenía una extensión de dos kilómetros cuadrados y una población de 200,000 habitantes.  En los cinco siglos posteriores a la revuelta de Bar Kokhba en el siglo II, la ciudad permaneció bajo el dominio romano y luego bizantino. Durante el siglo IV, el emperador romano Constantino I construyó lugares de culto cristianos en Jerusalén, como la Iglesia del Santo Sepulcro. 
En el 603, el papa Gregorio I encargó al Abad Probus Ravennate, quien anteriormente era el emisario de Gregorio en la corte de Lombardía, que construyera un hospital en Jerusalén para atender y cuidar a los peregrinos cristianos en Tierra Santa. En el año 800, Carlomagno amplió el hospital de Probus y le agregó una biblioteca, pero fue destruido en 1005 por Al-Hákim bi-Amr Allah junto con otros tres mil edificios en Jerusalén. 
Desde los días de Constantino hasta la conquista árabe en el año 638, a pesar del intenso cabildeo de los judeo-bizantinos, a los judíos se les prohibió ingresar en la ciudad. Después de la captura árabe de Jerusalén, a los judíos se les permitió regresar a la ciudad por gobernantes musulmanes como Umar ibn al-Jattab. Durante los siglos VIII al XI, la prominencia de Jerusalén disminuyó gradualmente a medida que las potencias árabes en la región competían por su control.

## Califatos árabes (638 al sigloXIV)

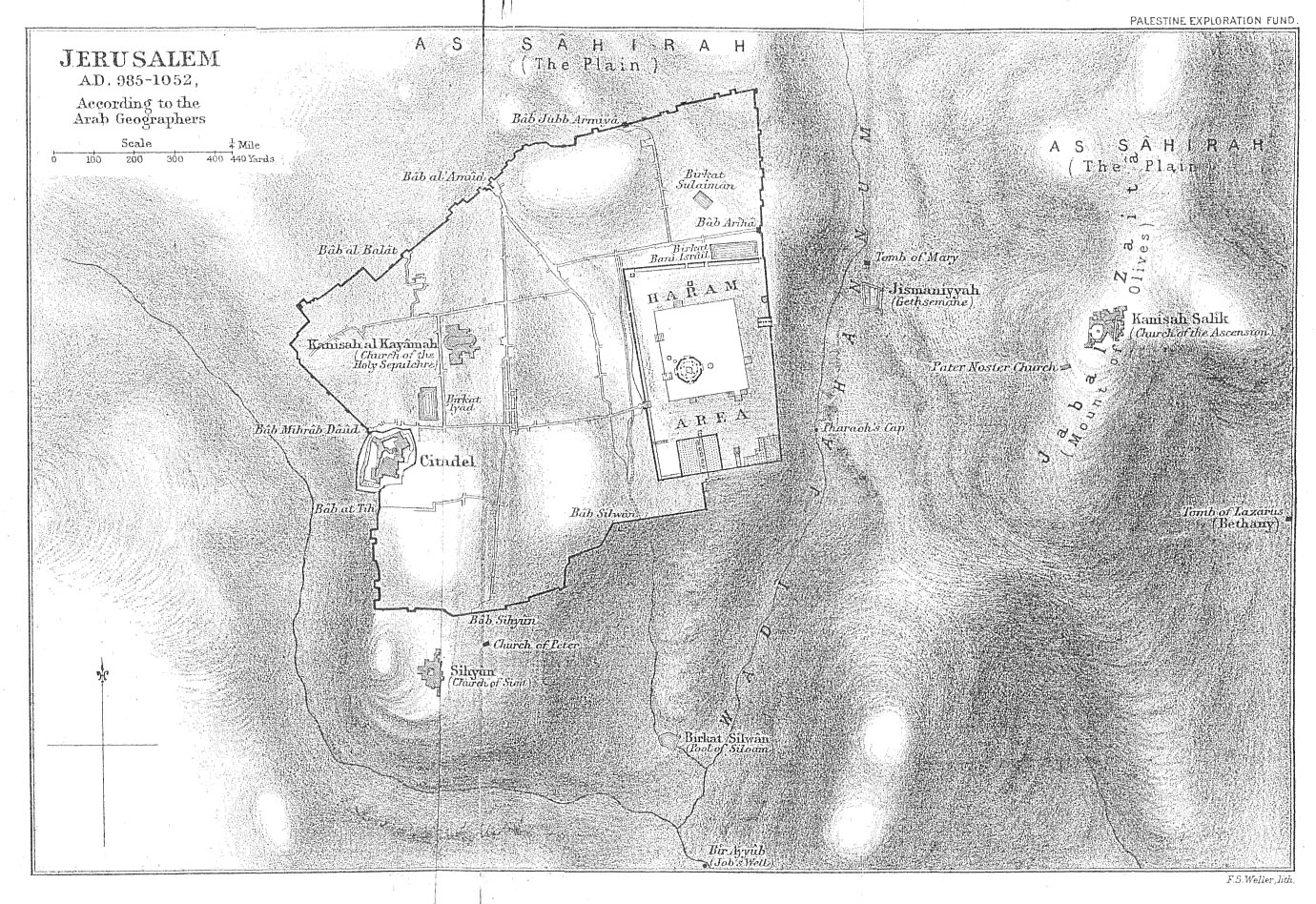
Mapa de Jerusalén como aparecía en los años 958-1052, según geógrafos árabes como al-Muqaddasi.

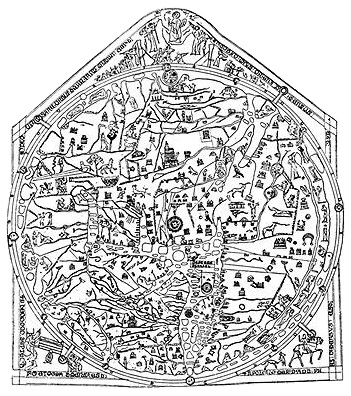
El Mappa Mundi Hereford, que representa a Jerusalén en el centro del mundo.

La ciudad fue una de las primeras conquistas del Califato árabe en el año 638. Está registrado en las Crónicas de Guillermo de Tiro que Umar vino personalmente a recibir la llave de la ciudad de manos del patriarca ortodoxo griego, Sofronio, e invitó a ofrecer oraciones musulmanas en la Iglesia del Santo Sepulcro. Umar eligió orar a cierta distancia de la iglesia, para no poner en peligro su condición de templo cristiano. Cincuenta y cinco años después, se construyó la Mezquita de Omar (distinta de la última, Mezquita Ayubí de Omar, ubicada al sur de la iglesia) en el sitio donde oró. Después de la caída de Jerusalén, Umar permitió a los judíos practicar su religión libremente y vivir en Jerusalén.  Sesenta años más tarde, el califa de la dinastía Omeya Abd al-Malik encargó y completó la construcción de la Cúpula de la Roca sobre la Piedra Fundamental en el Monte del Templo de Jerusalén Aunque el Corán no menciona el nombre "Jerusalén", el hadiz especifica que fue desde Jerusalén desde donde Mahoma ascendió al cielo en el Viaje Nocturno, o Isra y Miraj.  Al-Malik construyó la Cúpula octagonal y con hojas de oro sobre el lugar desde donde se creía que Mahoma había ascendido al cielo. La mezquita de Al-Aqsa (llamada así por ser la "mezquita más lejana") también se construyó cerca, nuevamente en honor a la historia del Viaje Nocturno. 
Bajo los primeros siglos del gobierno musulmán, especialmente durante las dinastías Umayyad (650-750) y Abasida (750-969), la ciudad prosperó; los geógrafos del siglo X Ibn Hawqal y Al-Istajri la describen como "la provincia más fértil de Palestina", mientras que su geógrafo nativo al-Muqaddasi (nacido en 946) dedicó muchas páginas a elogiarla en su obra más famosa, Las mejores divisiones de el conocimiento de los climas. Jerusalén bajo el dominio musulmán no alcanzó el estatus político o cultural que disfrutaban las capitales Damasco, Bagdad, El Cairo, etc. 
Con el declive del Imperio carolingio a principios del siglo X, comenzó otro período de persecución por parte de los musulmanes. Sin embargo, los bizantinos recuperados llenaron este vacío y cuando el Imperio se expandió bajo las Cruzadas Bizantinas, a los cristianos se les permitió de nuevo peregrinar a Jerusalén. 
Según el rabino Elijah de Chelm, los judíos alemanes vivieron en Jerusalén durante el siglo XI. Se cuenta la historia de que un judío palestino de habla alemana salvó la vida de un joven alemán de apellido Dolberger. Entonces, cuando los caballeros de la Primera Cruzada llegaron para sitiar Jerusalén, uno de los miembros de la familia de Dolberger que estaba entre ellos rescató a judíos en Palestina y los llevó de regreso a Worms para devolverles el favor.  Otra evidencia de las comunidades alemanas en la ciudad santa viene en forma de preguntas sobre la halajá enviadas desde Alemania a Jerusalén durante la segunda mitad del siglo XI.
A medida que las fronteras bizantinas se expandieron al Levante a principios del siglo XI, la tolerancia limitada de los gobernantes musulmanes hacia los cristianos en el Medio Oriente comenzó a disminuir. El califa fatimí egipcio Al-Hákim bi-Amr Allah ordenó la destrucción de todas las iglesias en todo Al-Islam comenzando con las iglesias de Jerusalén.  La Iglesia del Santo Sepulcro, venerada por la mayoría de los cristianos como el lugar de la crucifixión y el entierro de Cristo, fue uno de los lugares de adoración destruidos, pero luego se dio permiso para su reconstrucción. 
En 1070-71, el emir turco Atsiz ibn Uvaq al-Khwarizmi sitió y capturó la ciudad, colocándola bajo el control nominal del califato abasí.  En 1077, a su regreso de un desastroso intento de capturar El Cairo, la capital del califato fatimí, descubrió que en su ausencia los habitantes de Jerusalén se habían rebelado y forzado a su guarnición a refugiarse en la ciudadela. Por lo tanto, volvió a sitiar la ciudad y, al recuperarla, mató a unos 3000 habitantes rebeldes, incluidos los que se habían refugiado en la mezquita de Al-Aqsa. En 1079, Atsiz fue asesinado por su aliado nominal Tutush, quien posteriormente estableció una autoridad Abasí más firme en la zona. Un nuevo período de turbulencia comenzó en 1091 con la muerte del gobernador de Tutush en Jerusalén, Artuq y la sucesión de sus dos hijos, que eran amargos rivales. La ciudad cambió de manos entre ellos varias veces, hasta que en 1098 los fatimíes, aprovechando la oportunidad presentada por la primera Cruzada, recuperaron el control.

## Gobierno cruzado
Los informes sobre la reanudación de la matanza de peregrinos cristianos y la derrota del Imperio Bizantino por parte de los selyús llevaron a la Primera Cruzada. Los europeos marcharon para recuperar Tierra Santa, y el 15 de julio de 1099, los soldados cristianos salieron victoriosos en el sitio de Jerusalén que duró un mes. De acuerdo con su alianza con los musulmanes, los judíos se encontraban entre los defensores más vigorosos de Jerusalén contra los cruzados. Cuando la ciudad cayó, los cruzados mataron a la mayoría de los habitantes musulmanes y judíos de la ciudad, dejando a la ciudad "con la sangre por las rodillas". 
Jerusalén se convirtió en la capital del Reino de Jerusalén. Los colonos cristianos del oeste se dispusieron a reconstruir los santuarios principales asociados con la vida de Cristo. La Iglesia del Santo Sepulcro fue reconstruida ambiciosamente como una gran iglesia románica y los santuarios musulmanes en el Monte del Templo (la Cúpula de la Roca y la Mezquita de Al-Aqsa) fueron convertidos para el culto cristiano. Las Órdenes Militares de los Caballeros Hospitalarios y los Caballeros Templarios se establecieron durante este período.  Ambos surgieron de la necesidad de proteger y cuidar la gran afluencia de peregrinos que viajaban a Jerusalén, especialmente porque continuaron las redadas para capturar esclavos de los beduinos y los ataques terroristas en los caminos por parte de la población musulmana restante. El rey Balduino II de Jerusalén permitió que la orden de los templarios estableciera un cuartel general en la mezquita capturada de Al-Aqsa. Los cruzados creían que la Mezquita se había construido sobre las ruinas del "Templo de Salomón" (o más bien su palacio real) y, por lo tanto, se referían a la Mezquita como el "Templo de Salomón", en latín "Templum Solomonis".  Fue de este lugar de donde la Orden tomó su nombre de "Caballeros del Templo" o "Templarios". 
Bajo el Reino de Jerusalén, la zona experimentó un gran resurgimiento, incluido el restablecimiento de la ciudad y el puerto de Cesarea, la restauración y fortificación de la ciudad de Tiberíades, la expansión de la ciudad de Ascalón, el muro y la reconstrucción de Jaffa, la reconstrucción de Belén, la repoblación de decenas de ciudades, la restauración de la agricultura y la construcción de cientos de iglesias, catedrales y castillos.  El antiguo hospicio, reconstruido en 1023 en el sitio del monasterio de San Juan Bautista, se amplió para acoger una enfermería bajo el Gran Maestro Hospitalario Raymond du Puy de Provence, cerca de la Iglesia del Santo Sepulcro.
En 1173 Benjamín de Tudela visitó Jerusalén.  La describió como una pequeña ciudad llena de jacobitas, armenios, griegos y georgianos.  Doscientos judíos habitaban en una zona de la ciudad debajo de la Torre de David. 
En 1187, con el mundo musulmán unido bajo el liderazgo efectivo de Saladíno, Jerusalén fue reconquistada por los musulmanes después de un asedio exitoso. Como parte de esta misma campaña, los ejércitos de Saladino conquistaron, expulsaron, esclavizaron o mataron a las comunidades cristianas restantes de Galilea, Samaria y Judea, así como a las ciudades costeras de Ashkelon, Jaffa, Cesarea y Acre.
En 1219 las murallas de la ciudad fueron arrasadas por orden de Al-Mu'azzam, el sultán ayubí de Damasco.  Esto dejó a Jerusalén indefensa y asestó un duro golpe al estatus de la ciudad. 
Tras otra cruzada del emperador romano Federico II en 1227, la ciudad fue entregada por el descendiente de Saladino, al-Kamil, de acuerdo con un tratado diplomático en 1228.  Permaneció bajo el control cristiano, pero según los términos del tratado, no se podían construir muros ni fortificaciones en la ciudad ni en la franja que la unía con la costa. En 1239, después de que expirara la tregua de diez años, Federico ordenó la reconstrucción de los muros. Pero sin el formidable ejército de los cruzados que había empleado originalmente diez años antes, sus objetivos se frustraron efectivamente cuando los muros fueron nuevamente demolidos por an-Nasir Da'ud, el emir de Kerak, en el mismo año. 
En 1243, Jerusalén fue firmemente asegurada en el poder del Reino cristiano, y las murallas fueron reparadas.  Sin embargo, el período fue extremadamente breve ya que un gran ejército de musulmanes turcos y persas avanzaba desde el norte. 

## Gobierno de los jorezmitas

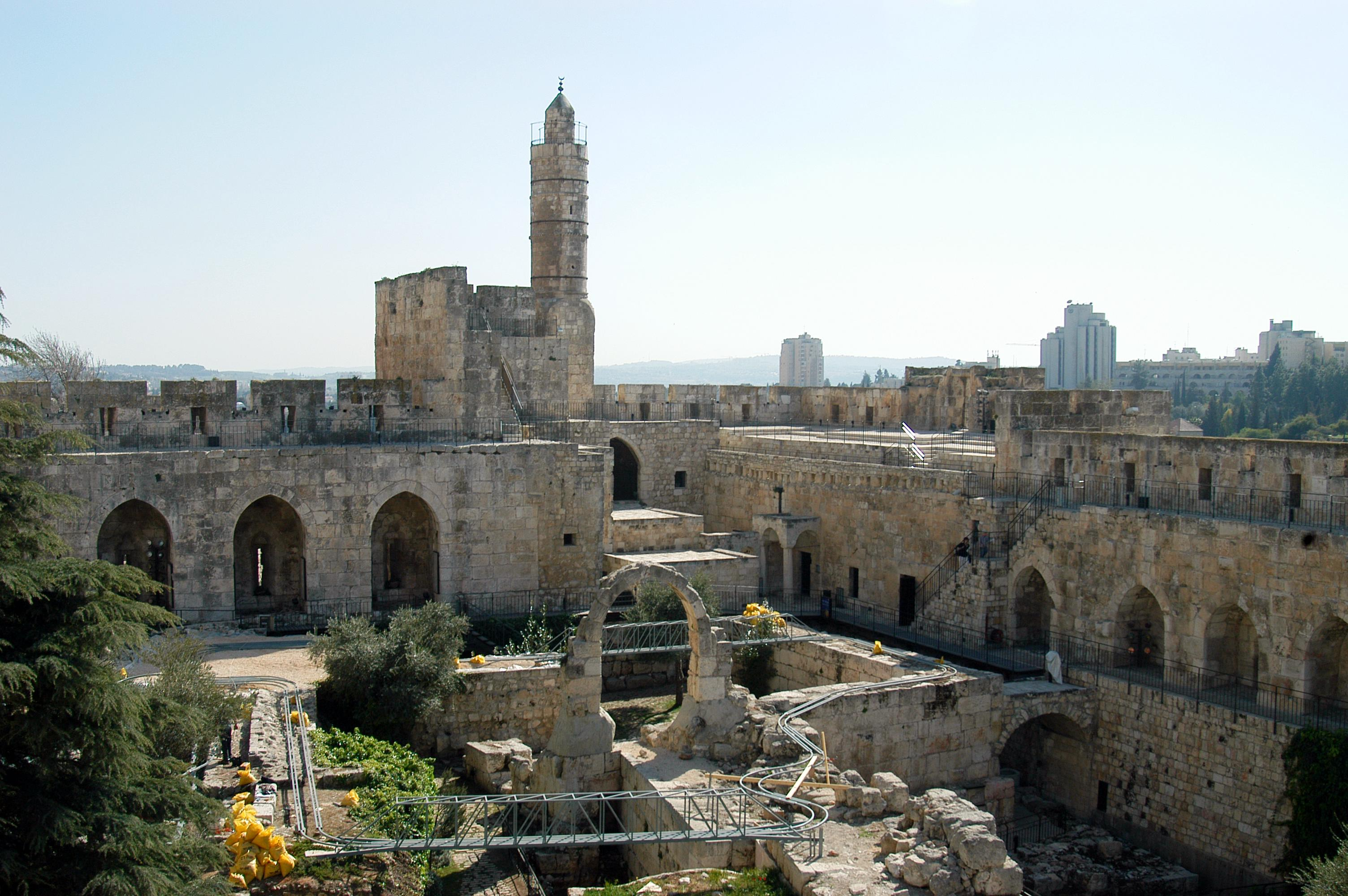
Torre medieval de David (Migdal David) en Jerusalén hoy

Jerusalén volvió a caer en 1244 ante los turcos jorezmitas, que habían sido desplazados por el avance de los mongoles. Cuando los jorezmitas se extendieron hacia el oeste, se aliaron con los egipcios, bajo el sultán ayubí egipcio Al-Malik al-Salih. Reclutó a sus jinetes de entre los jorezmitas y dirigió los restos del Imperio jorezmita al Levante, donde quería organizar una fuerte defensa contra los mongoles. De acuerdo con su objetivo, el efecto principal de los jorezmitas fue matar a la población local, especialmente en Jerusalén. Invadieron la ciudad el 11 de julio de 1244, y la ciudadela de la ciudad, la llamada Torre de David, se rindió el 23 de agosto Los jorezmitas diezmaron despiadadamente a la población, dejando solo 2000 personas, cristianos y musulmanes. Este ataque provocó que los europeos respondieran con la Séptima Cruzada, aunque las nuevas fuerzas del rey francés Luis IX ni siquiera tuvieron éxito en Egipto, y mucho menos avanzaron hasta Palestina.

## Gobierno ayubí
Después de tener problemas con los jorezmitas, el sultán musulmán Al-Salih comenzó a ordenar expediciones armadas para asaltar comunidades cristianas y capturar a hombres, mujeres y niños. Llamadas razias, o por su nombre original en árabe ghazw, las incursiones se extendieron a Caucasia, el Mar Negro, Bizancio y las zonas costeras de Europa.  Los nuevos esclavos fueron divididos según la categoría. Las mujeres se convirtieron en criadas o esclavas sexuales. Los hombres, dependiendo de la edad y la habilidad, se convirtieron en sirvientes o fueron asesinados. Niños y niñas jóvenes fueron enviados a los imanes, donde fueron adoctrinados en el Islam. Según la habilidad, los jóvenes fueron convertidos en eunucos o enviados a décadas de entrenamiento como soldados esclavos para el sultán. Llamados mamelucos, este ejército de esclavos adoctrinados se convirtió en una potente fuerza armada. El sultán luego usó su nuevo ejército de mamelucos para eliminar a los jorezmitas, y Jerusalén regresó al gobierno de los ayubíes egipcios en 1247. 

## Gobierno de los mamelucos y redadas mongolas.

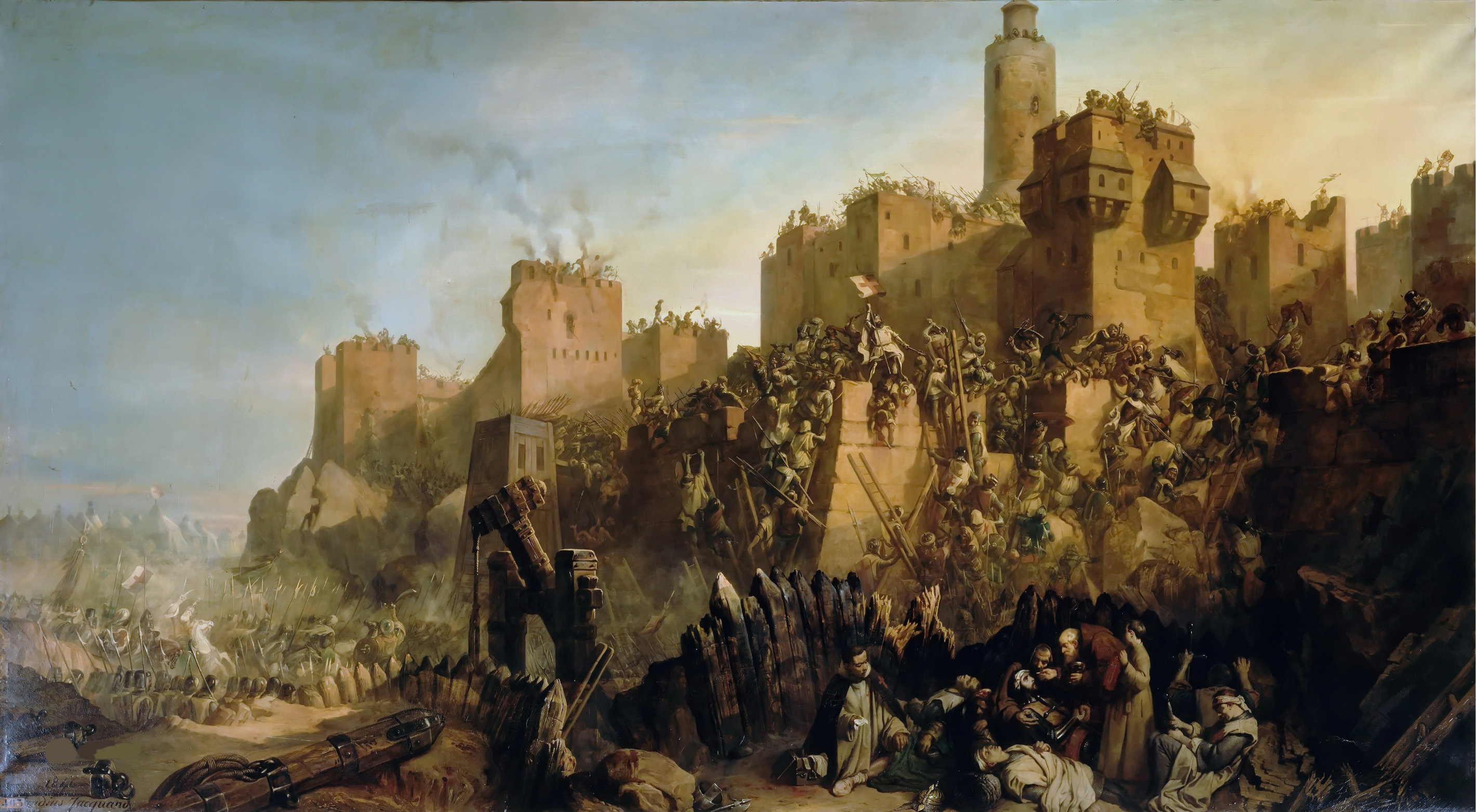
" Jacques Molay toma Jerusalén, 1299", una pintura fantástica creada en el por Claudio Jacquand y expuesta en el "Salón de las Cruzadas" en Versalles. En realidad, aunque los mongoles pudieron haber controladol la ciudad durante unos pocos meses a principios de 1300 (ya que los mamelucos se habían retirado temporalmente a El Cairo y no había otras tropas en el área), no hubo tal batalla, y De Molay era casi seguro que estaba en la isla de Chipre en ese momento, no cerca de la ciudad de Jerusalén.

Cuando murió Al-Salih, su viuda, la esclava Shajar al-Durr, tomó el poder como sultana, poder que luego transfirió al líder mameluco Aibek, quien se convirtió en sultán en 1250.  Mientras tanto, los gobernantes cristianos de Antioquía y la Cilicia Armenia sometieron sus territorios a la autoridad mongol y lucharon junto a los mongoles durante la expansión del Imperio en Irak y Siria.  En 1260, una parte del ejército mongol avanzó hacia Egipto, y fue atacada por los mamelucos en Galilea en la crucial batalla de Ain Jalut. Los mamelucos salieron victoriosos y los mongoles se retiraron. A principios de 1300, hubo nuevamente algunas incursiones mongolas en el sur del Levante, poco después de que los mongoles hubieran logrado capturar ciudades en el norte de Siria; sin embargo, los mongoles ocuparon el área solo por unas pocas semanas, y luego se retiraron nuevamente a Irán. Los mamelucos se reagruparon y reafirmaron el control sobre la zona sur de Levante unos meses más tarde, con poca resistencia. 
Hay poca evidencia que indique si las incursiones de los mongoles penetraron hasta Jerusalén o no en 1260 o 1300.  Los informes históricos del período tienden a contradecirse, según la nacionalidad del historiador que escribió el informe. También había un gran número de rumores y leyendas urbanas en Europa, afirmando que los mongoles habían capturado Jerusalén y la iban a devolver a los cruzados. Sin embargo, estos rumores resultaron ser falsos. El consenso general de los historiadores modernos es que, aunque Jerusalén pudo o no haber sido objeto de redadas, los mongoles nunca intentaron incorporar a Jerusalén en su sistema administrativo, que es lo que sería necesario para considerar un territorio "conquistado" a diferencia de "allanado".

## Recuperación en el periodo mameluco

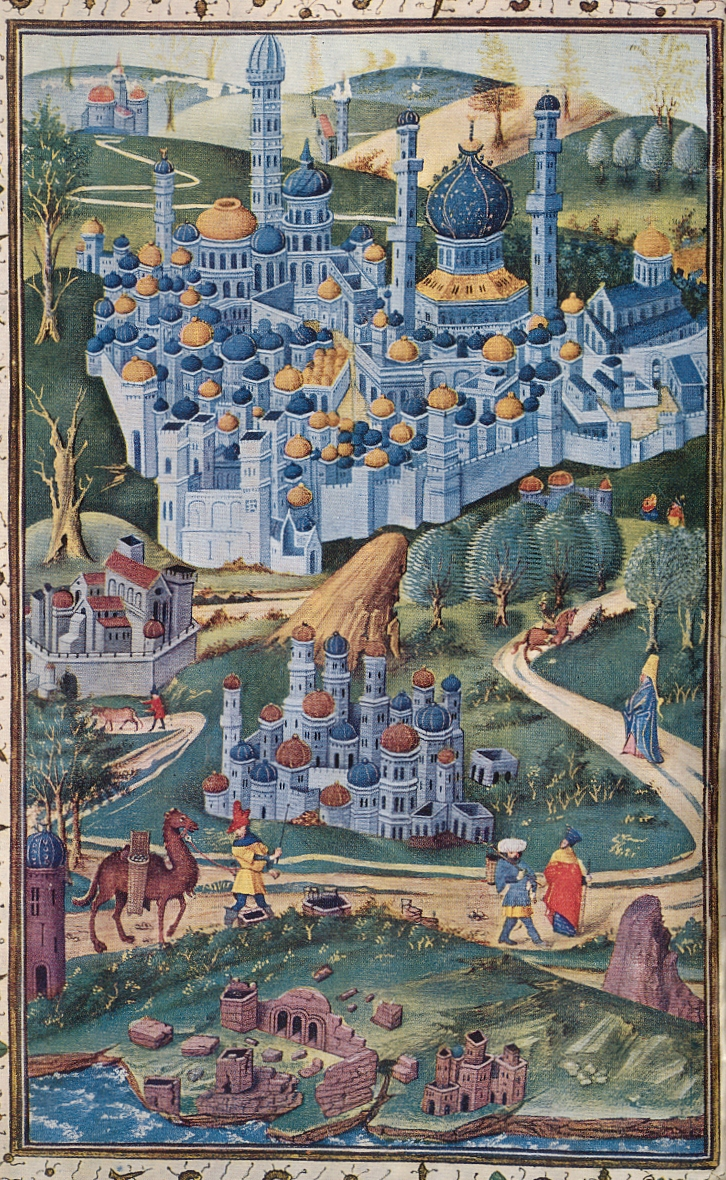
Representación de la ciudad en 1450 por Jean Miélot.

Incluso durante los conflictos, los peregrinos continuaron llegando aunque en pequeñas cantidades. El Papa Nicolás IV negoció un acuerdo con el sultán mameluco para permitir que el clero latino sirviera en la Iglesia del Santo Sepulcro. Con el acuerdo del sultán, el papa Nicolás, un franciscano, envió a un grupo de frailes para mantener la liturgia latina en Jerusalén. Con la ciudad poco más que un remanso, no tenían residencias formales, y simplemente vivían en un albergue de peregrinos, hasta que en 1300 el rey Roberto de Sicilia le dio una gran cantidad de dinero al sultán. Roberto pidió que se permitiera a los franciscanos tener la Iglesia de Sion, la Capilla de María en el Santo Sepulcro y la Cueva de la Natividad, y el Sultán dio su permiso. Pero el resto de los lugares santos cristianos se mantuvieron en decadencia.
Los sultanes mamelucos fomentaron la visita a la ciudad, abriendo nuevos edificios, fomentando el asentamiento musulmán y fundando mezquitas. Durante el reinado del sultán Baibars, los mamelucos renovaron la alianza musulmana con los judíos y establecieron dos nuevos santuarios, uno para Moisés y otro para Salih, para alentar a numerosos peregrinos musulmanes y judíos a estar en la ciudad al mismo tiempo que los cristianos, lo que llenó la ciudad durante la Pascua. En 1267, Nahmánides (también conocido como Ramban) emigró a Jerusalén. En la Ciudad Vieja, estableció la Sinagoga del Ramban, la sinagoga en activo más antigua de Jerusalén. Sin embargo, la ciudad no tenía un gran poder político y, de hecho, los mamelucos la consideraban un lugar de exilio para los funcionarios desfavorecidos. La ciudad en sí estaba gobernada por un emir de bajo rango.

## Era otomana
En 1517, Jerusalén y sus alrededores cayeron en manos de los turcos otomanos, que mantendrían el control de la ciudad hasta el siglo XX.  Aunque los europeos ya no controlaban ningún territorio en Tierra Santa, la presencia cristiana, incluidos los europeos, permaneció en Jerusalén.  Durante el periodo otomano, esta presencia aumentó a medida que los griegos bajo el patrocinio del sultán turco restablecieron, restauraron o reconstruyeron iglesias ortodoxas, hospitales y comunidades. Esta era vio la primera expansión fuera de las murallas de la Ciudad Vieja, cuando se establecieron nuevos barrios para aliviar el hacinamiento que se había vuelto tan frecuente. El primero de estos nuevos vecindarios incluyó el complejo ruso y el judío Mishkenot Sha'ananim, ambos fundados en 1860.